# پیاز درختی
پیاز درختی یا پیاز مصری یا پیاز رونده با (نام علمی: Allium × proliferum)، بسیار شبیه پیاز معمولی است؛ ولی در آنها پیازچه‌ها در ناحیهٔ تولید گل‌ها تشکیل می‌شوند. مطالعات ژنتیکی مشخص کرده‌است که این پیازها یک هیبرید، بین گونه‌های پیاز و تره‌پیاز هستند.
پیاز درختی گونه‌ای از پیاز پایا است. این پیاز هیبریدی دیپلوئید بین تره‌پیاز و شالت است. این پیاز ممکن است به‌طور تجاری و به خاطر برگ‌هایش کشت شود.در توصیف آن می‌گویند شالتی است که می‌تواند در شرایط گرمسیری رشد کند.
پیازچه‌های این گیاه در حالی که هنوز روی ساقه قرار دارند، می‌توانند جوانه بزنند. این پیازچه‌ها می‌توانند خم شده و به صورت جداگانه ریشه بزنند. به همین دلیل به آنها «پیازهای رونده» هم گفته می‌شود. اندازهٔ پیازچه‌ها به اندازهٔ تیله است و قطری بین ۵/. تا ۳ سانتیمتر دارند.
طعم تعدادی از این پیازچه‌ها قوی و تند و طعم تعدادی هم ملایم و شیرین است. پیازهای زیرزمینی این‌گونه‌ها پوستی زبر و طعمی بسیار تند دارند و می‌توانند مثل تره‌فرنگی دراز شوند. در بعضی گونه‌ها طول تعدادی از این پیازهای زیرزمینی تا ۵ سانتیمتر هم می‌رسد.

## نگارخانه

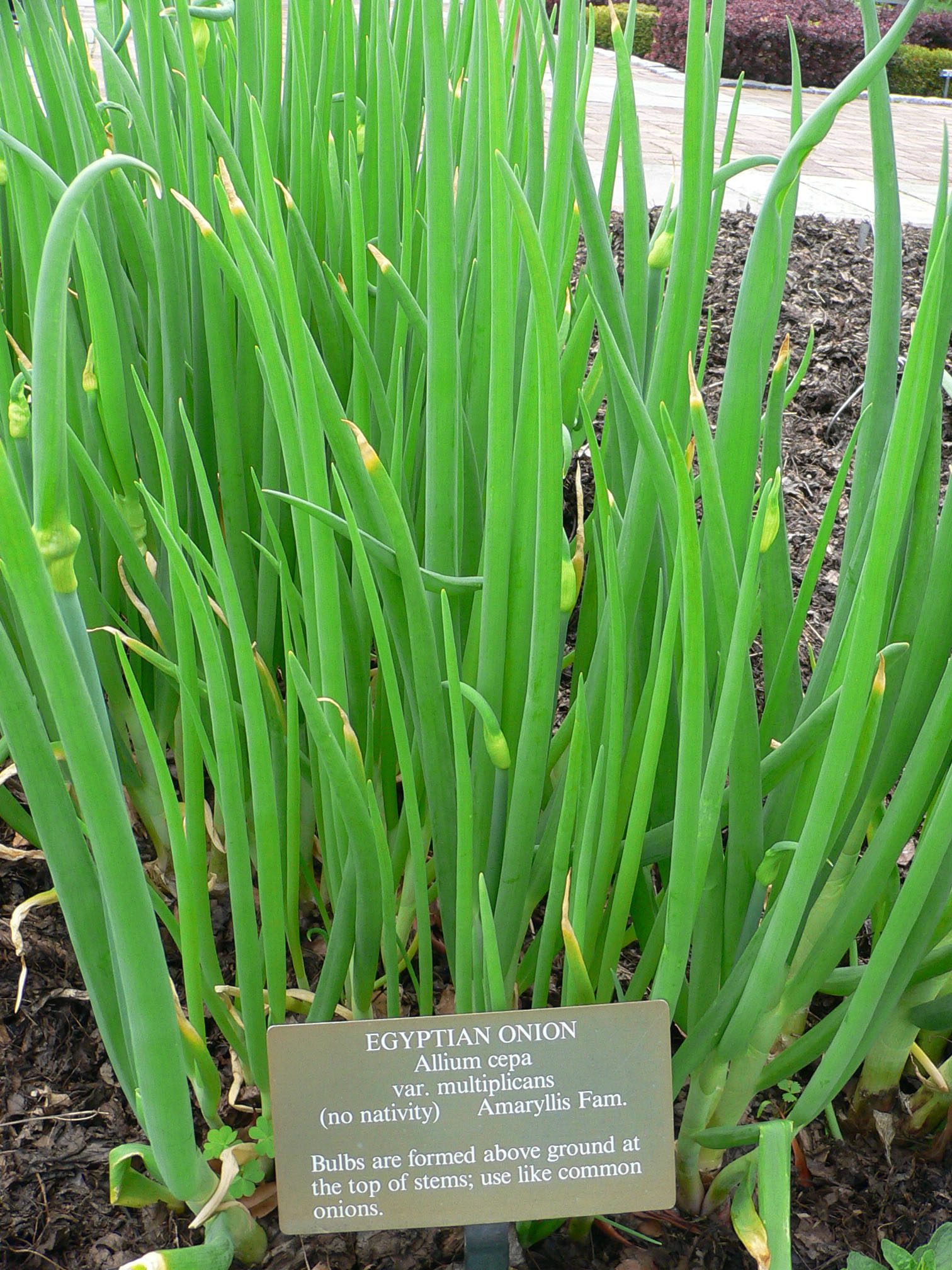
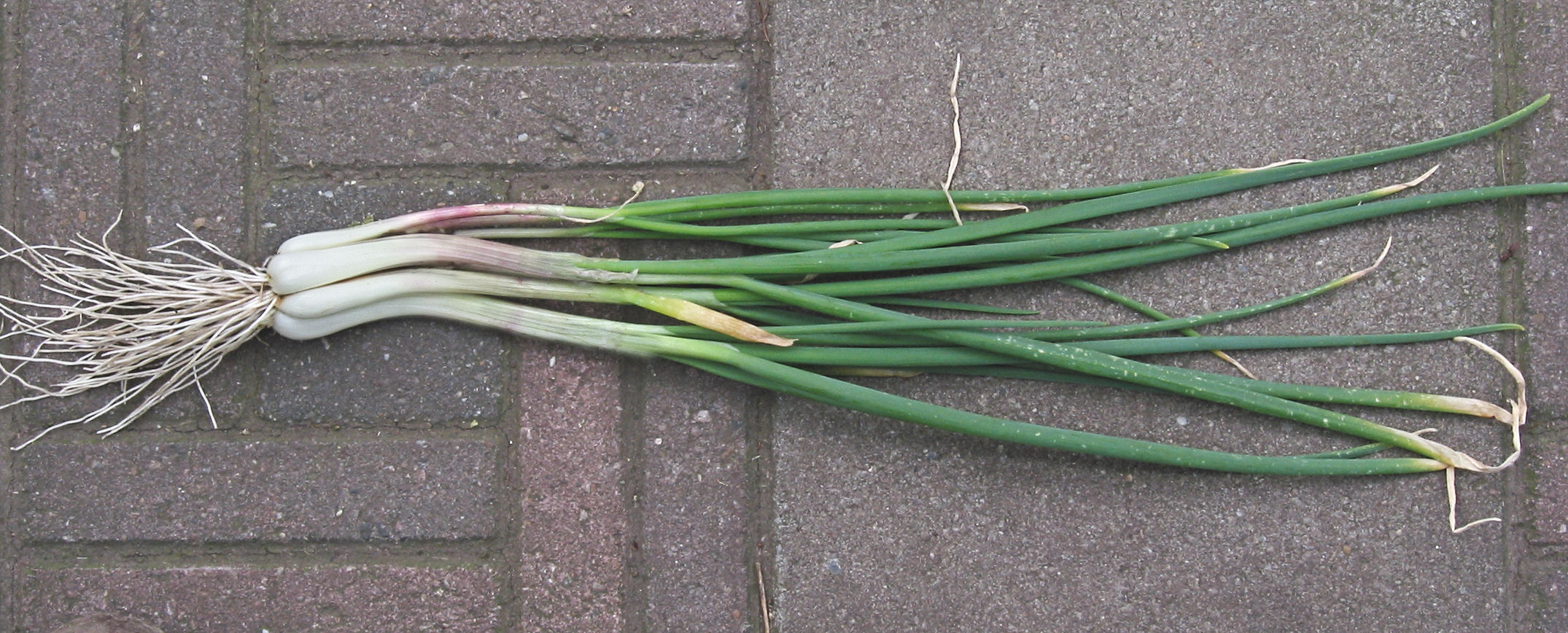
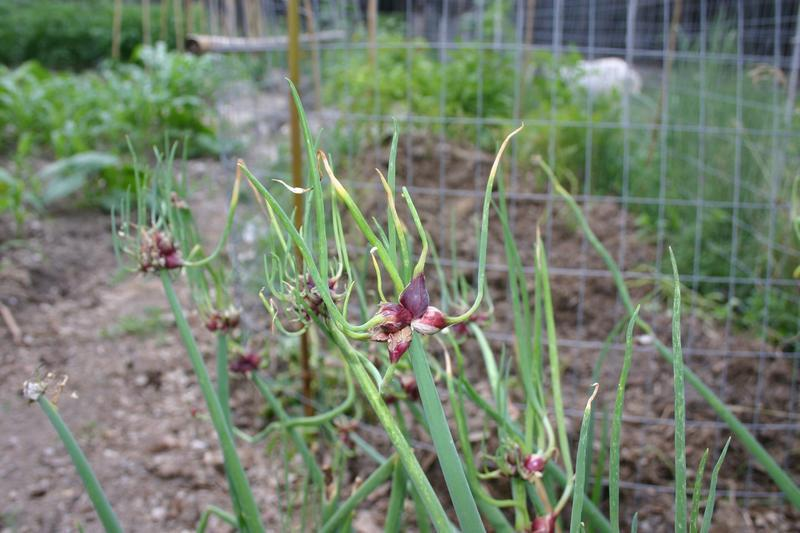